# 奎西萨纳宫
奎西萨纳宫（Reggia di Quisisana）是一座原皇家宫殿，位于意大利坎帕尼亚大区那不勒斯广域市斯塔比亞海堡市外的奎西萨纳。

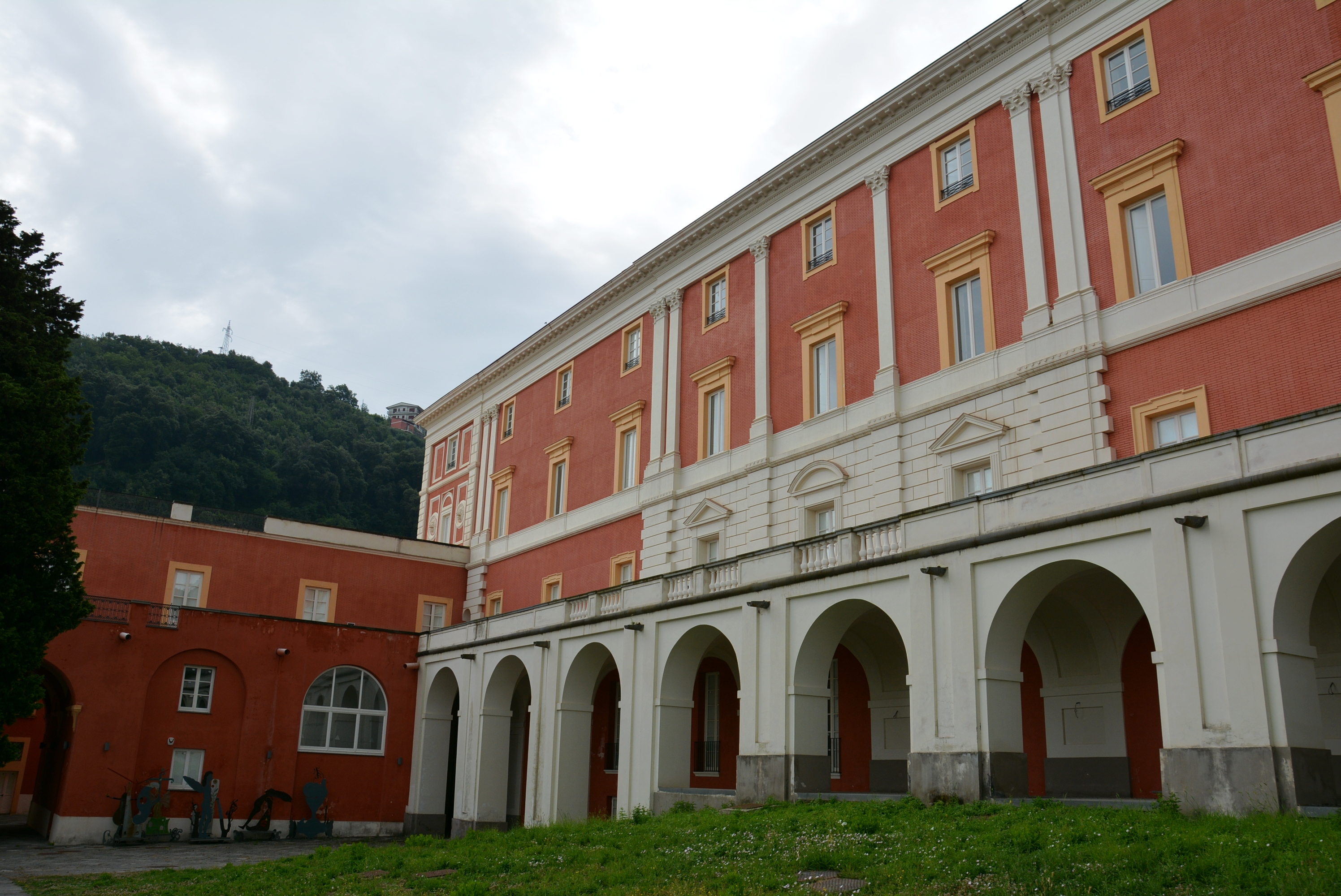
立面

## 历史
该处在1200年以前已有建筑建于文献记载，经历了多次改建。在过去的一个世纪里，它从皇家的夏季住所变成了一所学校，然后是一家酒店，最终在21世纪几乎沦为废墟。2016年时，仍在修复中 